# Orden de la Cultura
La Orden de la Cultura (文化勲章 Bunka-kunshō?) es una orden que se entrega actualmente en Japón. Fue establecida el 11 de febrero de 1937 y consta únicamente de una clase.
La orden puede ser otorgada tanto a hombres como mujeres, y es concedida por sus contribuciones al arte, la literatura, la ciencia y la tecnología de Japón; los destinatarios de la orden también reciben una anualidad de por vida.

## Historia
La insignia de la orden está bañada en oro con esmalte blanco, y tiene la forma de una flor de mandarina; el disco central tiene tres jades en forma de media luna (magatama). La insignia está suspendida en una corona de oro y esmalte de hojas de mandarina, que a su vez está suspendida en una cinta morada que se lleva alrededor del cuello.

### Clases
| Cinta de la Orden de la Cultura | Cinta de la Orden de la Cultura | Cinta de la Orden de la Cultura |
| ------------------------------- | ------------------------------- | ------------------------------- |
|                                 | 1.ª Clase                       |                                 |